# Jean-Michel Géridan
Jean-Michel Géridan, né en 1977, est une personnalité du monde de la culture.

Il a tour à tour été artiste-designer, enseignant en école supérieure d'art, directeur d'école supérieure d'art, commissaire d'exposition, directeur de centre d'art et co-directeur de la maison d'édition qu'il a fondée, Franciscopolis.

Sa pratique d'auteur se déploie dans les domaines du design graphique, du design interactif, et de l'Art contemporain.

## Biographie
Originaire du Grand-Est, il est sensibilisé au graphisme par les pochettes de disque. Il étudie d'abord aux Beaux-Arts de Reims, puis à l'Université Paris 8 où il obtiendra un DEA en philosophie et esthétique de l’image. Il entre ensuite à l'Atelier de recherche interactive de l'école nationale supérieure des arts décoratifs, à Paris, dont il sortira major de promo. Il enseigne dans cette école, puis se voit confier le pôle numérique de l'École nationale supérieure des Beaux-Arts de Paris.
En 2011 il intègre l'équipe pédagogique de l'École supérieure d'art et design Le Havre-Rouen, où il enseigne le design graphique et l'art numérique.

C'est au Havre qu'il fonde en 2012 les éditions Franciscopolis avec son collègue l'artiste et imprimeur Yann Owens. Il se charge de mettre en page un certain nombre des publications de Franciscopolis, pour les textes d'auteurs tels que Jean-Luc Nancy, Jacques Derrida, Augustin Berque ou Edward Page Mitchell. Toujours au Havre, il sera un acteur important du festival Une Saison Graphique.
En 2014, il quitte le Havre pour devenir directeur de l'École supérieure d'art de Cambrai, ce qui l'amène à co-présider l'Association nationale des écoles supérieures d’art (Andea) aux côtés de Stéphane Sauzedde, Muriel Lepage et Bernhard Rüdiger, durant deux ans.
En 2018, il devient directeur général du Signe, Centre national du graphisme à Chaumont, qui est à la fois un centre d'Art, l'organisateur de la Biennale internationale de design graphique (anciennement Festival de l'affiche de Chaumont), et un musée qui conserve plus de 45 000 affiches, qui en fait une référence internationale autant pour l'âge d'or de l'affiche française (Chéret, Lautrec, etc.) que pour le graphisme le plus actuel.

## Positions
En tant que directeur artistique, il promeut une pensée critique dans le design, explorant autant son économie, ses innovations, la question des dispositifs d'exposition et des publics, que les relations entre art, philosophie et esthétique,. Par la programmation qu'il propose au Signe, il s'engage clairement pour conjurer l'invisibilisation des femmes graphistes,. Au sein des institutions culturelles il se fait une des rares voix à dénoncer les dérives du dispositif de défiscalisation qu’est le « mécénat de compétences » et leurs répercussions artistiques et économiques pour les travailleurs de l’art et du design.

## Commissariat d'exposition (sélection)
- Julian House, Memory Project, (Une Saison Graphique, Le Havre) 2012.
- Anja Kaiser, Undisciplined tool kit, Féminisme et design graphique (Le Signe, Chaumont), 2018
- Post-Medium, 2019.
- Viral (Le Signe, Chaumont), 2021.
- Procès d’intention (Le Signe, Chaumont), 2023.
- Figure Imposée, Parcours d’affiches (Le Signe, Chaumont), 2024.